# Ruta del Vino del Valle del Maipo

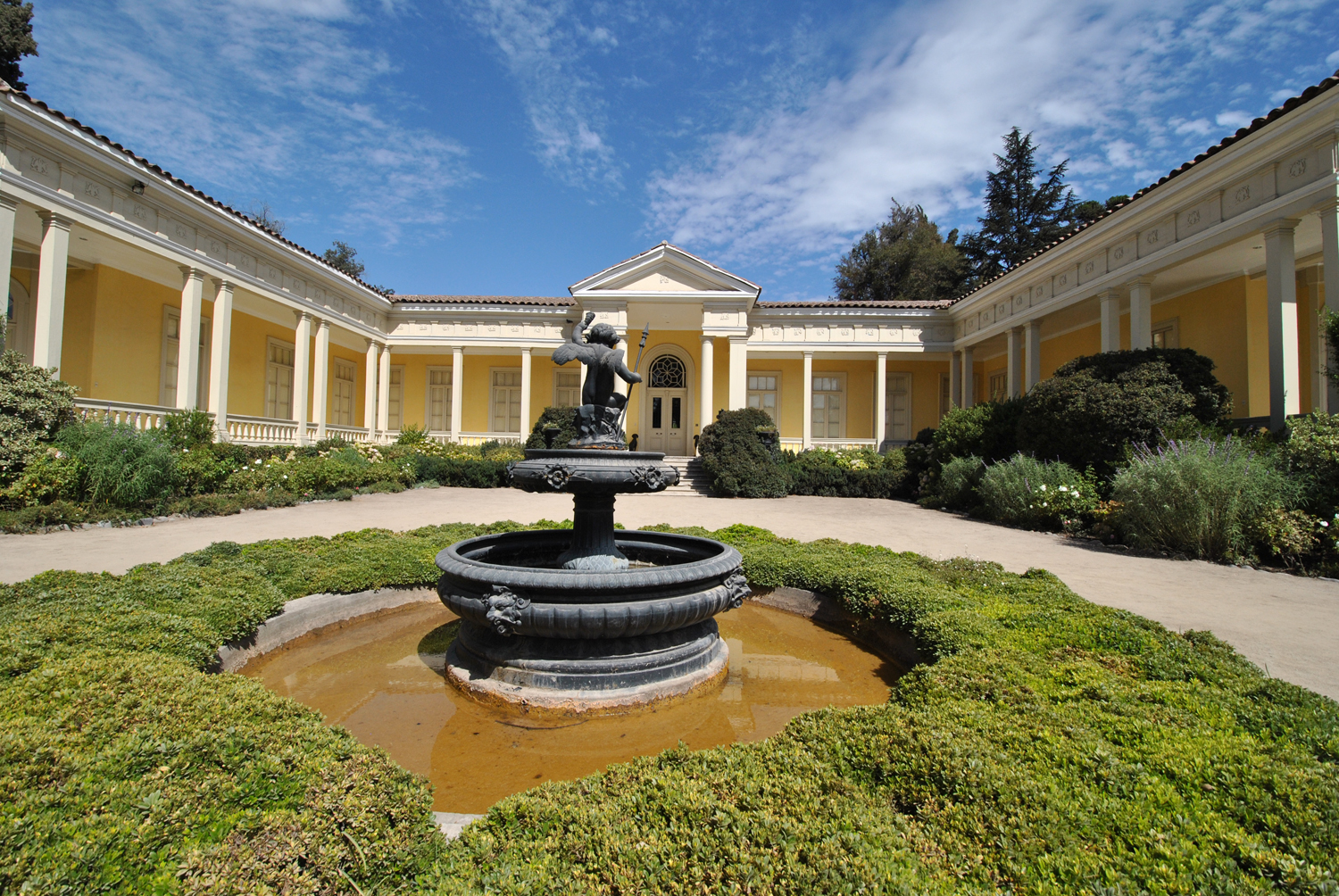
Viña Concha y Toro en Pirque

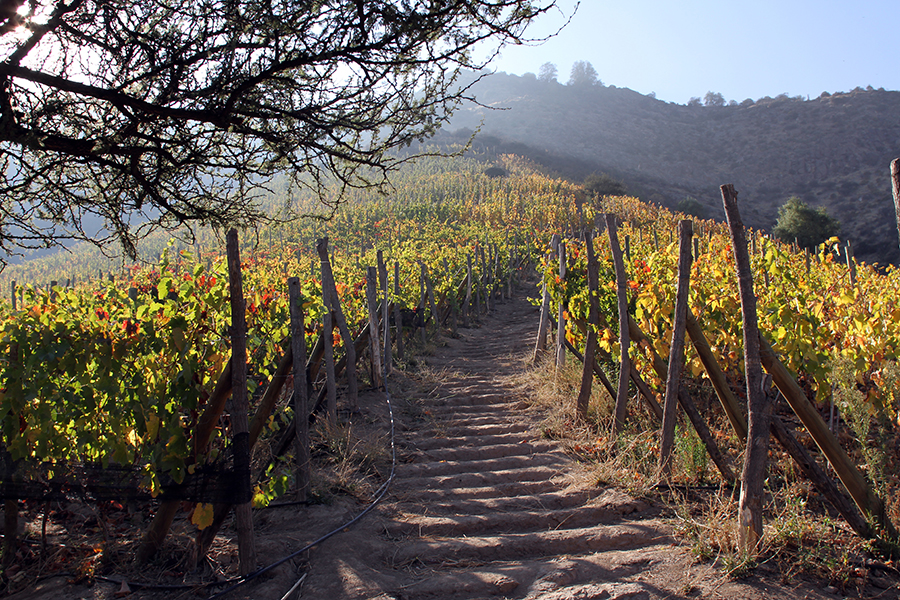
Viñas en el Alto Maipo

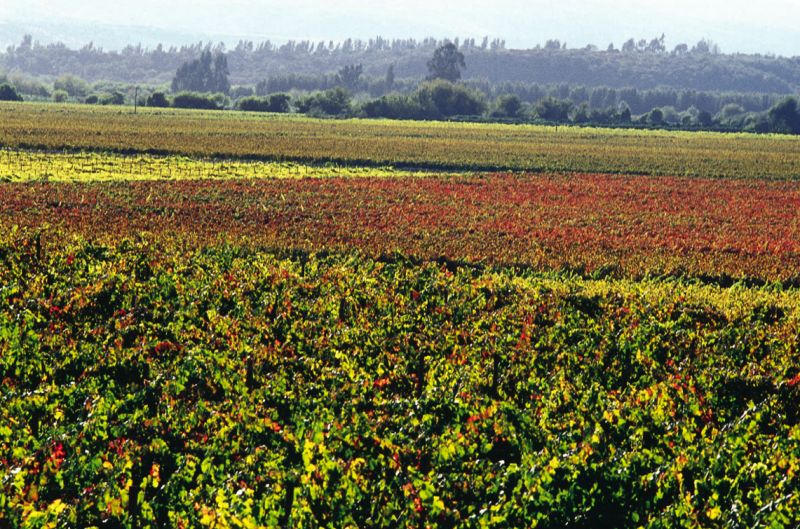
Viñas en Talagante, sector del Valle del Maipo

La ruta del vino del Valle del Maipo se encuentra ubicada en la región vitícola del Valle Central, subregión Valle del Maipo, Región Metropolitana de Santiago, Chile. En este valle existen veintitrés viñas abiertas permanentemente a la actividad turística de acuerdo al diagnóstico de 2013, esto la convierte la principal oferta de servicios de enoturismo en Chile y de las rutas del vino chileno. Asimismo, Valle del Maipo es una denominación de origen para los vinos producidos en este valle y que cumplen los requisitos para ello.

## Principales viñas
Las principales viñas productoras de vino abiertas al turismo en el Valle del Maipo son:
- Viña Concha y Toro, ubicada en la comuna de Pirque.
- Viña Haras de Pirque, ubicada en la comuna de Pirque.
- Viña El Principal, sector El Principal, comuna de Pirque.
- Viña Cousiño Macul, Avenida Quilín 7100, comuna de Peñalolén.
- Viña Aquitania, Avenida Consistorial 5090, comuna de Peñalolén.
- Viña Almaviva, Autopista del Maipo esquina Avenida Tocornal, comuna de Puente Alto.

- Viña Undurraga, camino a Melipilla Km 34, comuna de Talagante.
- Viña Pérez Cruz, fundo Liguai de Huelquén, comuna de Paine.
- Viña La Montaña, sector de Huelquén, comuna de Paine.
- Viña Huelquén, sector de Huelquén, comuna de Paine.
- Viña Santa Rita, Alto Jahuel, comuna de Buin.
- Viña Miraflores, Avenida Jaime Guzmán 4500, comuna de Isla de Maipo.
- Viña de Martino, calle Manuel Rodríguez 229, comuna de Isla de Maipo.
- Viña Tarapacá, comuna de Isla de Maipo.
- Viña Odfjell, camino viejo a Valparaíso, comuna de Padre Hurtado.
- Viña Chocalán, comuna de Melipilla.
- Viña Orgánica Las Araucarias, comuna de Melipilla.
- Viña Cardonal. Camino Cardonal. Huelquén, comuna de Paine.

## Fiestas de la Vendimia
La Fiesta de la Vendimia de Pirque, se realiza en el Parque Vicente Huidobro de Pirque. Muestra de productores de vinos del Valle del Maipo, gastronomía típica, atracciones locales y recitales de música. Esta actividad que comenzó el año 2004 es organizada por la Cámara de Turismo de Pirque, cuenta con una muestra de artesanía y la participación de más de 25 viñas del Valle del Maipo.
La Fiesta de la Vendimia de Buin, se realiza el tercer fin de semana de abril en el Parque O’Higgins de Buin. Se trata de una fiesta ya consolidada se realiza desde el año 2003, la que junto a la venta de comida típica, muestras de folclore, catas de vino, juegos criollos, venta de vinos del Valle del Maipo y la tradicional “pisada de uvas”. Esta actividad se extiende por tres días. Esta fiesta participan al menos 25 viñas con sus productos y es visitada por 60 mil personas.
La Fiesta de la Vendimia de Isla de Maipo, se celebra en la plaza de armas de esa comuna, aquí se realiza una muestra de artesanía, cata de vinos de la zona, competencia de pisada de uva para damas y varones, entre otras actividades.